# اندیس سرتاب
سرتاب یک اندیس فلزی است که در حوالی شهر خضر آباد استان یزد قرار دارد و مادهٔ معدنی موجود در آن، مس است.  